# Cotton Glacier
Cotton Glacier är en glaciär i Antarktis. Den ligger i Östantarktis. Nya Zeeland gör anspråk på området. Cotton Glacier ligger 708 meter över havet.
Terrängen runt Cotton Glacier är varierad. Trakten är obefolkad. Det finns inga samhällen i närheten. 